# G Herbo
G Herbo (precedentemente noto come Lil Herb), pseudonimo di Herbert Randall Wright III (Chicago, 8 ottobre 1995), è un rapper e cantautore statunitense.
È noto soprattutto per i suoi album Swervo e PTSD.

## Biografia
Wright è cresciuto a Chicago. Ha lasciato la scuola quando aveva 16 anni, dopo aver frequentato la Hyde Park Academy High School. Fu influenzato da Meek Mill, Jeezy, Gucci Mane, Yo Gotti e Lil Wayne. È cugino del rapper Drake ed è amico stretto del collega Lil Bibby, con il quale ha collaborato per numerose canzoni. Entrambi sono artisti della N.L.M.B.

### 2012-2014: Inizio carriera eWelcome to Fazoland
G Herbo e Lil Bibby hanno attirato l'attenzione per la prima volta con la canzone Kill Shit, che da allora conta oltre 42 milioni di visualizzazione su YouTube. Wright e Lil Bibby hanno ottenuto una maggiore attenzione all'interno della comunità hip-hop quando il rapper canadese Drake li ha definiti "il futuro".
Il primo mixtape di Herbo, Welcome to Fazoland, è stato pubblicato il 17 febbraio 2014. Il mixtape prende il nome da Fazon Robinson, un amico di Herbo, ucciso dalla violenza armata a Chicago. Welcome to Fazoland è stato accolto con ampio plauso della critica, con Fader commentando che, "dal drill è salito alla ribalta pochi anni fa, fallimento lirico è rimasto una delle sue critiche più comuni;  il modo in cui Herb con le parole sfida lo stereotipo".
Nell'aprile 2014, Herbo ha collaborato con la rapper Nicki Minaj in Chiraq.  Ha contribuito a The Neighbourhood di Common nel suo album, Nobody's Smiling. Herbo ha anche pubblicato Fight or Flight (Remix) con Chance the Rapper e Common.

### 2014-2016:Pistol P ProjecteBallin Like I'm Kobe
Il 26 dicembre 2014, Herbo ha pubblicato il mixtape a sorpresa Pistol P Project, il suo secondo progetto del 2014.
Il 2 aprile 2015, Herbo è stata ospite di Faneto (Remix) di Chief Keef con i colleghi rapper di Chicago King Louie e Lil Bibby.
Il 9 giugno 2015, dopo essere stato escluso dalla XXL Freshman Cover 2015, Herbo ha pubblicato un singolo intitolato XXL.  In risposta, XXL ha fatto i complimenti al rapper, dicendo che "passa da un flow all'altro senza sforzo". Il 13 giugno 2016, XXL ha annunciato la classe delle rookies 2016, che include Herbo.
Il 4 agosto 2015, Herbo ha annunciato il suo terzo mixtape, Ballin Like I'm Kobe, chiamato in onore del suo amico caduto Jacobi Herring.  Il 3 settembre 2015, è stato annunciato che Wright aveva firmato con il Cinematic Music Group e aveva ufficialmente cambiato il suo soprannome rap in G Herbo. Il 27 settembre 2015, Herb ha annunciato che Ballin Like I'm Kobe sarebbe stato distribuito il 29 settembre 2015. Il 29 settembre 2015, il mixtape è stato distribuito con grande successo di critica.
L'11 novembre 2015, Herbo ha pubblicato un singolo in collaborazione, intitolato Lord Knows, con il rapper di New York Joey Bada$$.

### 2016-2018:Humble Beast,Strictly 4 My FanseWelcome to Fazoland 1.5
In un'intervista con SXSW il 4 aprile 2016, Herbo ha annunciato il titolo del suo album di debutto, Humble Beast, affermando che "Puoi sicuramente aspettarti un album nel 2016".  A metà del 2016, ha pubblicato due singoli, "Pull Up" e "Drop". Herbo ha anche pubblicato il singolo "Yeah I Know" nel marzo 2016 e un quarto singolo "Ain't Nothing to Me", con un video musicale uscito il 10 ottobre 2016. Herbo è comparso nella canzone di DJ Twin "They Conoscici" con Sean Kingston e Lil Bibby. Il 17 novembre 2016, Herbo ha pubblicato la copertina dell'album, la data di uscita e l'elenco delle tracce per il suo quarto mixtape, Strictly 4 My Fans . Lo stesso giorno, ha pubblicato il secondo singolo dal mixtape, "Strictly 4 My Fans (Intro)". È stato anche rivelato che Herbo e Lil Bibby hanno un progetto di collaborazione, No Limitation , in lavorazione. Il 17 marzo 2017, Herbo ha pubblicato Welcome To Fazoland 1.5, contenente brani inediti di Welcome To Fazoland. Il singolo "Yea I Know" è stato pubblicato nel marzo 2016. Sono stati pubblicati tre singoli per Humble Beast. Il primo singolo, "Red Snow", è stato pubblicato il 9 marzo 2017.  Il secondo singolo, "I Like", è stato pubblicato l'11 agosto 2017.  Il terzo e ultimo singolo "Everything", è stato pubblicato il 25 agosto 2017.  "4 Minutes of Hell, Pt. 5" è stato pubblicato come singolo in pre-ordine il 1º settembre,Più tardi quel mese, il 22 settembre 2017, Humble Beast è stato pubblicato. Herbo in seguito pubblica un'edizione deluxe dell'album Humble Beast con più canzoni nel 2018.

### 2018-presente:Swervo,Still SwervinePTSD
Il 16 marzo 2018, Herbo è passato alla radio K104 di Dallas, Texas, e ha fatto un freestyle al ritmo usato nella canzone Who Run It.  Sei giorni dopo, il remix completo fu pubblicato su tutte le piattaforme musicali. Il freestyle ha attirato così tanta attenzione che il rapper Lil Uzi Vert ha partecipato al suo remix di "Who Run It". Prima che questa collaborazione avvenisse, Herbo pubblicò il singolo "Shook". Questa canzone è apparsa nell'edizione deluxe del suo album Humble Beast , pubblicato nel 2018. Durante l'anno, ha pubblicato un paio di altri singoli intitolati "Focused"  e "Swervo". Il 27 luglio 2018, Herbo ha pubblicato l'album Swervo , che includeva le caratteristiche dei rapper 21 Savage, Chief Keef, Young Thug e Juice WRLD. Questo album includeva i singoli "Swervo", "Focused" e "Who Run It", ma non il remix con Lil Uzi Vert. Questo album è stato interamente prodotto da Southside. Avevano già lavorato insieme in passato, ma mai su un album completo. Il 14 dicembre 2018, Vic Mensa ha pubblicato il suo album intitolato HOOLIGANS.  Herbo è apparso nella canzone "Rowdy " .  All'inizio del 2019, il singolo "Up It" è stato pubblicato, questo è apparso nel suo secondo album interamente prodotto da Southside intitolato Still Swervin, che è stato pubblicato il 1 ° febbraio 2019.
Il 28 febbraio 2020, G Herbo ha pubblicato l'album PTSD, di 14 tracce e contenente collaborazioni di A Boogie Wit da Hoodie, BJ The Chicago Kid, Lil Durk, Chance the Rapper, Juice WRLD, Lil Uzi Vert, 21 Savage, Polo G e altri artisti. L'album ha debuttato alla settima posizione della Billboard 200.
Il 18 dicembre 2020, G Herbo è tornato con una nuova canzone e video, "Statement". In esso, egli affronta e nega le accuse di frode intentate contro di lui e molti altri presunti collaboratori all'inizio del mese.
In un'intervista del febbraio 2021, Lil Bibby ha affermato che G Herbo lo aveva contattato in merito al completamento del lavoro sul loro imminente sforzo di collaborazione,  No Limitations. Bibby ha dichiarato di essere pronto a terminare il progetto nel 2021.

## Vita privata
Wright ha un figlio, Yosohn Wright, nato nel 2018.  A dicembre 2020 si è fidanzato con Taina Williams; è incinta del loro primo figlio.

## Controversie
Nel febbraio 2018, Wright e altri due uomini sono stati arrestati dopo che il loro autista di limousine aveva informato la polizia che alcuni dei suoi passeggeri avevano armi. Wright fu visto nel sedile del passeggero posteriore lato guida mentre metteva una pistola nella tasca posteriore del sedile; era una Fabrique Nationale carica. Nessuno dei tre aveva la carta d'identità del proprietario di un'arma da fuoco, e tutti e tre furono accusati di uso illegale aggravato di un'arma.
Wright è stato arrestato ad Atlanta il 19 aprile 2019 per semplice batteria dopo un presunto alterco fisico con la madre di suo figlio, Ariana "Ari" Fletcher. Fletcher ha condiviso la sua storia su Instagram giovedì 18 aprile, affermando: "Ha buttato giù la mia porta a calci per entrare in casa mia perché non lo avrei fatto entrare, mi ha picchiato a morte di fronte a mio figlio. Poi ha portato mio figlio fuori dai suoi amici e li ha fatti scappare con mio figlio, ha nascosto tutti i miei coltelli in casa mia, ha rotto il mio telefono e mi ha chiuso dentro e mi ha picchiata di nuovo..." Ha dichiarato c'erano anche segni fisici di abuso, come un occhio nero, e graffi, tagli e contusioni su tutto il corpo. Wright è stato rilasciato una settimana dopo su cauzione di 2000 $. Dopo il suo rilascio, è andato su Instagram Live per discutere l'alterco con Fletcher. Nella sessione video, Herbo ha dichiarato che Fletcher aveva rubato gioielli dalla casa di sua madre. In particolare ha dichiarato: "Sono stato in silenzio per tutto questo tempo. Non ho pretese di assicurazione né cerco di farti rinchiudere. Niente. Mi hai detto di venire ad Atlanta per riavere i gioielli".
Il 2 dicembre 2020, Wright e diversi associati, Antonio "T-Glo" Strong, promotore e manager di Wright; Il rapper del South Side Joseph "Joe Rodeo" Williams; e presunti co-cospiratori Steven Hayes Jr., Demario Sorrells e Terrence Bender, tutti da Chicago, sono stati incriminati per 14 accuse federali che includevano frode telematica e furto di identità aggravato, in un tribunale federale del Massachusetts.  Si presumeva che Wright e i suoi soci facessero pagare viaggi costosi, comprassero cuccioli di designer, affittassero ville di lusso in Giamaica, jet privati e tutti questi servizi e acquisti di lusso provenissero dall'utilizzo di documenti di identità rubati. Si afferma che la frode sia ammontata a milioni di dollari su un periodo di quattro anni che risale al 2016. Wright ha mantenuto la sua innocenza e secondo il suo team di gestione, "non vede l'ora di dimostrare la sua innocenza in tribunale".

## Beneficenza
Nel 2018, Wright ha contribuito alla riqualificazione di un'ex scuola elementare a Chicago, la Anthony Overton Elementary School. In questo edificio, l'obiettivo di Wright era quello di includere attrezzature che potessero potenzialmente aiutare i giovani che vogliono diventare musicisti. Voleva anche includere programmi gratuiti e sport per tenere occupati i giovani in modo che non fossero coinvolti nella vita di strada.  Nel luglio 2020, Wright ha lanciato Swervin 'Through Stress, un'iniziativa che fornisce ai giovani risorse terapeutiche per migliorare la loro salute mentale per un corso di 12 settimane. Il progetto è stato ispirato dalle sue stesse esperienze e dalla verità che gli altri hanno affrontato all'interno della sua comunità, nonché dal suo complesso disturbo da stress post-traumatico che derivava dalle sue precedenti sessioni di terapia. Ha elaborato: "Non voglio essere quel ragazzo che ha tutte le risorse per cambiare il mio quartiere, cambiare la mia città e la gioventù e non farci niente. Ecco perché è così importante per me essere onesto".

## Discografia

### Album in studio
- 2017 – Humble Beast
- 2019 – Still Swervin
- 2020 – PTSD
- 2021 – 25
- 2022 – Survivor's Remorse

### EP
- 2017 – Welcome to Fazoland 1.5
- 2017 – Strictly 4 My Fans 2: Road to Humble Beast

### Mixtape
- 2014 – Welcome to Fazoland
- 2014 – Pistol P Project
- 2015 – Ballin' like I'm Kobe
- 2016 – Strictly for my Fans
- 2017 – Sessions
- 2018 – Swervo
- 2023 – Strictly 4 My Fans II
- 2024 – Greatest Rapper Alive